# ほっとけない!TV
『ほっとけない!TV』（ほっとけない!テレビ）は、2019年10月からRKB毎日放送（RKBテレビ）で放送されていた
日本のバラエティ番組。
九州を拠点にくすぶっているエンタメ人材の再生と新たなスターを発掘する深夜のドキュメントバラエティ。

## 概要
『ほっとけない!TV』の舞台はひっそりと佇む一軒の屋台。言いたい放題の大将（お〜い!久馬）と常連客（ゆりやんレトリィバァ）が、
視聴者からの紹介や自薦・他薦により選ばれた一般人や、売れずにくすぶっているタレントなど、屋台に訪れる「九州にいるスターの原石」の話を聞き、勝手気ままなトークからその才能を発掘！無責任なアドバイスをし、スターとしての育成をサポートする。あわよくばこの番組から、日本はもちろん、アジアの“ほっとけない”スターを生み出しちゃおう!とたくらむドキュメントバラエティ番組である。通称は『ほっテレ』。

## 出演者
- お～い!久馬（ザ・プラン9）
- ゆりやんレトリィバァ
- 10神ACTOR
- ガンバレルーヤ

10神ACTORメンバー
| 名前        | よみ                  | 生年月日と年齢         | 出身地                  |
| ----------- | --------------------- | ---------------------- | ----------------------- |
| 岡 進太郎   | おか しんたろう       | 1995年11月1日（29歳）  | 福岡県                  |
| 北田 祥一郎 | きただ しょういちろう | 1997年11月3日（27歳）  | 大阪府 (福岡県在住)     |
| 関岡 マーク | せきおか マーク       | 1991年12月29日（33歳） | フィリピン (福岡県在住) |
| 中島 裕貴   | なかしま ゆうき       | 1999年10月10日（25歳） | 福岡県                  |
| 馬越 琢己   | まごし たくみ         | 1993年8月15日（31歳）  | 福岡県                  |
| 松島勇之介  | まつしま ゆうのすけ   | 1996年11月17日（28歳） | 福岡県                  |
| 三岳 慎之助 | みつたけ しんのすけ   | 1991年5月24日（33歳）  | 長崎県 (福岡県在住)     |
| 山田健登    | やまだ けんと         | 1999年5月29日（25歳）  | 長崎県(福岡県在住)      |
| MOTO        | もと                  | 1998年10月11日（26歳） | タイ (福岡県在住)       |

## 放送時間
- RKB毎日放送：毎週火曜日 深夜24:55（2019年10月～2020年9月）
- 熊本放送：毎週月曜日 深夜26:00（2019年10月～2020年9月）
- 北海道放送：毎週月曜日 深夜25:57（2019年10月～2021年5月）

## スタッフ
企画：田中一知(SonyMusic)／平井裕介（9sP）
編成：北村亨
放送運行：宮川直子　宣伝：本松真弓／山本博美
技術：フィルムラボ　ポスプロ：アート・ワークス　音効：タルス　ヘアメイク：Badu
協力：九州ビジュアルアーツ／すたじおいろは／屋台 博多天新
制作：ハンサム松崎／蔭山健太／小森あんじ／永井宏昭
監修：木戸隆文（Oidooon)
ディレクター：坂口秀作／石原文男／高田勲
演出P：須藤孝幸　制作P：渡辺展久
プロデューサー：泉正隆／田尻麻衣
チーフプロデューサー：和田有加（RKB）
特別協力：SonyMusic
制作協力：吉本興業
製作著作：RKB毎日放送株式会社